# 상호 대차
상호 대차란 협약된 도서관끼리 소장한 자료를 서로 주고받으며 이용자에게 빌려주는 것을 말한다. 상호 대차는 주로 공공도서관과 대학도서관에서 사용하며 국립중앙도서관이 주축이 되어 제공하는 상호 대차 서비스로 '책바다'가 있다. '책바다'는 935개의 전국 공공도서관과 155개의 대학도서관이 참여중으로, 국립중앙도서관을 포함하면 총 1091개의 도서관이 참여중인 전국적 상호 대차 서비스이다. 또한 상호 대차는 국내의 도서관 뿐만 아니라 국가 간의 도서관정보의 공동이용을 위하여 외국의 도서관 및 정보서비스 기관과 상호대차 및 우편복사 서비스 제공하기도 한다. 이런 경우 단행본을 택배로 주고받는 방식이 아니라 국내에 없는 단행본, 연속간행물 등의 자료에 대해 대출·복사 신청서를 작성하여 신청한 자료를 제공한다. 이때 대출·복사하는 자료는 저작권법에 의거 하여 본문 전체가 아닌 일부만 복사가 가능하다.

## 상호 대차의 기준
이 글은 국립중앙도서관의 책바다 상호대차 서비스의 대상 자료 범위를 인용했습니다.
- 자료를 제공하는 도서관의 자료관리규정(대출규정)에 의거, 관외대출이 가능한 자료
- 학위논문, 잡지, 학회지 등 연속간행물 제외 / 단, 대학도서관 사이에서의 RISS(학술연구정보서비스) 상호 대차같은 경우는 예외
- 비도서, 딸림자료 제공 여부는 제공도서관에서 판단
- 국립중앙도서관, 국립어린이청소년도서관 자료는 타 도서관에 소장되어 있지 않은 자료에 한하여 신청 가능

## 상호 대차의 절차 및 주의사항

### 절차
국립중앙도서관에서 제공하는 '책바다'서비스를 기준으로 기술하였음.
자료 신청 → 소속도서관 신청승인 → 결제요청 → 결제완료 → 자료발송 → 소속도서관 자료도착 → 소속도서관 자료대출 → 소속도서관 자료반납

### 주의 사항
- 상호대차 권수는 최대 3권까지이다.
- 왕복택배비용은 공공도서관 4,500원, 대학도서관 4,900원이며 이 중 3,000원을 지원받고 나머지는 개인이 부담한다.

## 같이 보기
- RISS
- 공공도서관
- 대학도서관
- 국립중앙도서관
- 국립어린이청소년도서관
- 연속간행물
- 학술지